# Edwin P. Parker

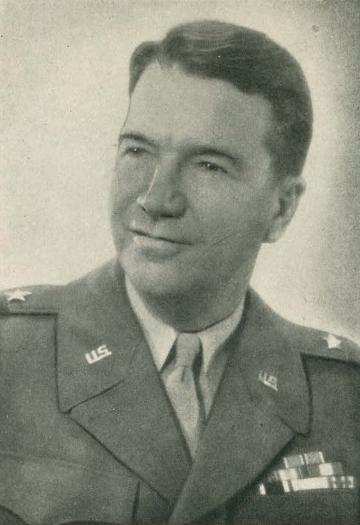
Edwin P. Parker Jr.

Edwin Pearson Parker Jr. (* 27. Juli 1891 in Wytheville, Wythe County, Virginia; † 7. Juni 1983 in Washington, D.C.) war ein Generalmajor der United States Army. Er war unter anderem Kommandeur der 78. Infanteriedivision und des XXIII. Korps.

## Leben
Edwin P. Parker war ein Sohn von Edwin Pearson Parker Sr. (1856–1938) und dessen Frau Mary Lillington Hardin (1862–1943). Er besuchte die öffentlichen Schulen seiner Heimat und studierte danach bis 1912 an der George Washington University in Washington, D.C. Anschließend gelangte er als Leutnant in das Offizierskorps des US-Heeres, wo er der Feldartillerie zugeteilt wurde. In der Armee durchlief er anschließend alle Offiziersränge vom Leutnant bis zum Zwei-Sterne-General.
Im Lauf seiner militärischen Karriere absolvierte Edwin Parker verschiedene Kurse und Schulungen. Dazu gehörten unter anderem der Field Artillery Officers' Advance Course, das Command and General Staff College und das United States Army War College.
In seinen jüngeren Jahren absolvierte er den für Offiziere in den niederen Rangstufen üblichen Dienst in unterschiedlichen Einheiten und Standorten. Dazu gehörten auch Aufgaben als Stabsoffizier in verschiedenen Hauptquartieren. Zu Beginn seiner Laufbahn war er unter anderem an der Grenze zu Mexiko stationiert, wo es damals zu Spannungen mit diesem Nachbarstaat kam, die dann zur Mexikanischen Expedition führten. Zur Zeit des Ersten Weltkriegs war er am Panamakanal stationiert. Zu einem Kriegseinsatz kam er nicht. Allerdings wurde er nach dem Waffenstillstand von 1918 nach Europa versetzt, wo er den Besatzungstruppen in Deutschland angehörte.
In den 1920er und 1930er Jahren setzte er seine Offizierslaufbahn an verschiedenen Standorten und Funktionen fort. Er absolvierte die oben erwähnten Schulen und war Dozent für Militärwissenschaft an verschiedenen Einrichtungen, wozu auch die Ohio State University und die Harvard University gehörten. Zwischen August 1935 und August 1936 kommandierte er das zweite Bataillon des 83. Feldartillerieregiments. Nach zwischenzeitlich anderen Verwendungen kommandierte er in den Jahren 1941 und 1942 das Field Artillery Replacement Training Center in Fort Bragg, dem heutigen Fort Liberty, in North Carolina. In diese Zeit fiel der Eintritt der Vereinigten Staaten in den Zweiten Weltkrieg.
Im August 1942 erhielt Edwin Parker das Kommando über die 78. Infanteriedivision. Diese war im August 1942 zur Zeit von Parkers Amtsantritt als Kommandeur als reguläre Kampfeinheit neu formiert worden. Bis zum Oktober 1944 verblieb die Division in den Vereinigten Staaten, wo sie an zahlreichen Manövern und Trainingseinheiten teilnahm und dadurch auf einen Kriegseinsatz vorbereitet wurde. Im Oktober 1944 wurde die Einheit nach England verlegt, von wo sie im November in Frankreich zum Kriegseinsatz kam. In der Folge drang Parkers Division zusammen mit anderen Einheiten von Frankreich kommend bis weit nach Deutschland vor. Nach Kriegsende gehörte die 78. Infanteriedivision zu den Besatzungstruppen in Deutschland. Parker behielt sein Kommando bis September 1945.
Nach seiner Zeit als Divisionskommandeur erhielt Edwin Parker das Kommando über das XXIII. Korps, das er zwischen dem 15. September 1945 und dem 10. Februar 1946 innehatte. Das Korps gehörte ebenfalls zu den Besatzungstruppen in Deutschland und wurde im Februar 1946 vorübergehend aufgelöst.
Danach war Parker unter anderem stellvertretender Kommandeur der 3. Armee (1946) und dann der 5. Armee (1948). Dazwischen war er in den Jahren 1946 und 1947 Generalinspekteur der amerikanischen Truppen in Europa. Zwischen April 1948 und Januar 1953 bekleidete er das Amt des United States Army Provost Marshal General des US-Heeres. Damit war er oberster Leiter der Militärpolizei der Armee. Anschließend trat er in den Ruhestand.

## Späte Jahre
Edwin Parker verbrachte seinen Lebensabend in der Bundeshauptstadt Washington, D.C. Dort war er in den Jahren 1960 bis 1970 Geschäftsführer der St. Albans School for Boys. Der mit Hannah Somerville Matthews (1893–1998) verheiratete Offizier starb am 7. Juni 1983 und wurde auf dem Oak Hill Cemetery in Washington, D.C. beigesetzt.

## Orden und Auszeichnungen
Edwin Parker erhielt im Lauf seiner militärischen Laufbahn unter anderem folgende Auszeichnungen:
- Army Distinguished Service Medal
- Silver Star
- Legion of Merit
- Bronze Star Medal
- Mexican Border Service Medal
- World War I Victory Medal
- Army of Occupation of Germany Medal
- American Defense Service Medal
- American Campaign Medal
- European-African-Middle Eastern Campaign Medal
- World War II Victory Medal
- National Defense Service Medal
- Orden der Ehrenlegion (Frankreich)
- Kriegskreuz (Frankreich)
- Kriegskreuz (Belgien)